# Ansgir (Schiff, 1922)
Die 1922 fertiggestellte Ansgir der Roland-Linie war das erste von vier identischen Frachtschiffen der Bremer Reederei und ursprünglich von der Hamburger Rhederei AG von 1896 bestellt worden. Durch Fusion gelangte das Schiff 1926 in den Besitz des Norddeutschen Lloyd (NDL). 1936 wurde das Schiff in Anhalt umbenannt.
Am 27. Dezember 1941 wurde das Schiff vor der norwegischen Küste von britischen Zerstörern angegriffen und bei Stadlandet auf Strand gesetzt. Da eine Reparatur nicht mehr möglich war, wurde es danach abgewrackt.

## Geschichte des Schiffes
Die Ansgir war von der Hamburger Rhederei AG von 1896 auf der Basis der Gesetze für den Wiederaufbau der Handelsflotte bestellt worden. Die notwendigen Gelder sollte die Schiffbau-Treuhand-Bank zur Verfügung stellen. Tatsächlich hatte die Reederei aber mehr Schiffe bestellt, als sie mit dem für sie verfügbaren Geld bezahlen konnte. So musste sie Ende 1921 einen Bauauftrag annullieren und zwei in Bau befindliche Schiffe an die Schiffbau-Treuhand-Bank abtreten. Bei diesen Schiffen handelte es sich um die Ansgir und ihr Schwesterschiff Wiegand, die daraufhin beide von der Roland-Linie für ihren Südamerika-Westküsten-Dienst erworben wurden. Die Roland-Linie hatte sich mit Neubau-Aufträgen zurückgehalten, da sie lange auf die Rückführung ihrer in Südamerika liegenden Schiffe gehofft hatte.
Die Ansgir befand sich bei der Übernahme des Auftrags schon in der Endausrüstung auf der Germaniawerft, wo sie im November 1921 als Octavia vom Stapel gelaufen war. Als das umbenannte Schiff im Februar 1922 abgeliefert wurde, hatte die Roland-Linie mit der Roland und der Alda schon zwei Neubauten der mit dem NDL gemeinsam beschafften Minden-Klasse vom Stettiner Vulcan erhalten und ihre beiden ältesten Vorkriegsschiffe mit der Holger und der Turpin zurück erworben. Dazu kamen zehn kleinere Dampfer aus den Niederlanden, die die Gesellschaft auf ihren neuen Europalinien einsetzte, von denen sie allerdings schon 1922 sieben an andere deutsche Reedereien weiterverkaufte. Einer der Abnehmer war die Rhederei AG von 1896, die die Justin (1360 BRT), Wido (1297 BRT) und Witell (1356 BRT) als Olympia, Ostara und Oceana übernahm, dafür aber auch die beiden verbliebenen Aufträge bei der Germaniawerft abtrat, die als Rapot und Wido für die Roland-Linie fertiggestellt wurden. Die Roland-Linie versuchte jedoch vergeblich, mit der Hamburger Reederei zu fusionieren.

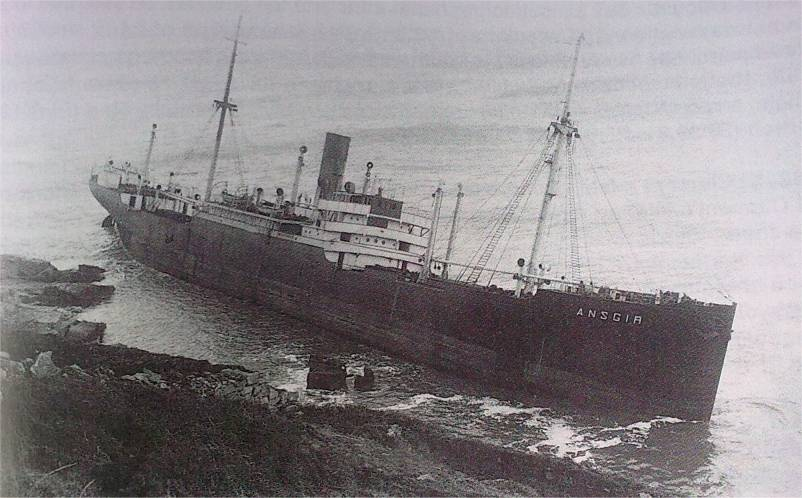
Die 1920 gestrandete erste Ansgir

Den Namen Ansgir hatte zuvor schon ein 6483-BRT-Neubau für die Roland-Linie getragen, den die AG Neptun 1918 unter der Baunummer 355 fertigstellte. Das Schiff war nach Großbritannien ausgeliefert worden. Es sollte nach Japan abgegeben werden und strandete am 1. Dezember 1920 unter britischer Flagge zwischen Penzance und Land’s End auf dem Weg nach Barry (Wales), wo es Kohle für die Überführungsfahrt bunkern sollte. Die Besatzung konnte vollständig gerettet werden. Das schwer beschädigte Schiff musste aber vor Ort abgebrochen werden.
Die neue Ansgir und ihre Schwesterschiffe wurden im Stammfahrtgebiet der Roland-Linie zur Westküste Südamerikas eingesetzt. Der Dienst wurde im Verbund mit der Hamburg-Amerikanischen Packetfahrt-Actien-Gesellschaft und der DDG Kosmos als „Deutscher Westküsten-Dienst“ durchgeführt und bediente drei Linien. Die am intensivsten bediente führte durch den Panamakanal entlang der Westküste Südamerikas bis nach Chile. Daneben wurde die Vorkriegsroute durch die Magellanstraße nach Chile in geringer Dichte genutzt und auch eine Linie durch den Panamakanal und dann nach Norden bis Champerico an der Pazifikküste Guatemalas wurde gemeinsam bedient.
Nach der Fusion der Roland-Linie zum Jahreswechsel 1925/1926 mit dem Norddeutschen Lloyd kamen die vier Frachtschiffe zum NDL und wurden weiter auf den angestammten Routen eingesetzt. Der Westküsten-Dienst wurde noch bis 1930 unter den ursprünglichen Reedereibezeichnungen durchgeführt, obwohl nur die beiden deutschen Großreedereien dahinter standen, da auch die Kosmos Ende 1926 in der Hapag aufgegangen war. In der Regel begannen die Frachter alle fünf bis sechs Monate eine neue Rundreise.
1936 verschwanden die typischen Namen der Roland-Linie aus dem Bestand des NDL. Am 19. April erhielt die Ansgir den Namen Anhalt, den zuvor ein Frachter der Rheinland-Klasse getragen hatte, der Ende 1932 als Kharkow an die Sowjetunion verkauft worden war. Ihr Schwesterschiff Wido wurde die zweite Dessau des NDL, die Rapot ging an die Hamburg-Süd und wurde in Santos umbenannt und nur die Wiegand behielt ihren Namen, da nicht nur ein alter Vorname, sondern auch der frühere Generaldirektor des NDL Namensgeber sein konnte. Eingesetzt wurden die Schiffe seit der Schifffahrtskrise der frühen 1930er Jahre auf verschiedenen Linien.
1939 befand sich die Anhalt seit Mai in Deutschland, die Dessau war Ende August aus New Orleans in Hamburg eingetroffen und die auf der Reise nach New Orleans befindliche  Wiegand brach die Ausreise nach dem Anlaufen von Philadelphia Ende August ab und versuchte die Heimat zu erreichen. Am 17. September lief sie in Tromsø ein. Dort gab einen Teil ihrer Kohlen an den NDL-Frachter Aachen (1923, 6274 BRT) ab, um diesem die Fahrt bis Deutschland zu ermöglichen. Die Wiegand übernahm im Oktober in Malm, nahe Steinkjer, 2750 t Eisenerz und erreichte am 15. Oktober 1939 Bremen.

Die an die Hamburg-Süd abgegebene Santos  befand sich bei Kriegsausbruch in Santos, Brasilien. Auch ihr gelang Anfang 1940 die Rückkehr nach Deutschland. Vom 13. Januar bis 16. März 1940 erfolgte der Blockadedurchbruch über Norwegen, wo noch 1250 t Eisenerz aufgenommen wurden.

### Nutzung im Krieg
Anfang Juni 1939 wurde die Anhalt als Truppentransporter nach Ostpreußen auf der Strecke von Lübeck nach Königsberg herangezogen. Nach dem Überfall auf Polen wurde das Schiff im Dezember für einen „Rückwanderer“transport von Riga nach Danzig mit 1125 Übersiedlern aus Lettland eingesetzt.
Beim Überfall auf Norwegen kam die Anhalt erst am 12. April für den Transport von Verstärkungstruppen zum Einsatz, zusammen mit den NDL-Frachtern Donau, Eider, Iller, Isar und Memel, und erreichte Oslo am 26. April. Am 12. Mai lief sie bei Kalkgrund auf Grund und kam  mit Hilfe des Dampfers Hohenhörn (2997 BRT) wieder frei, der die Anhalt nach Kopenhagen begleitete. Am 20. Mai 1940 wurde die Anhalt in Bremerhaven wieder an den NDL zurückgegeben.

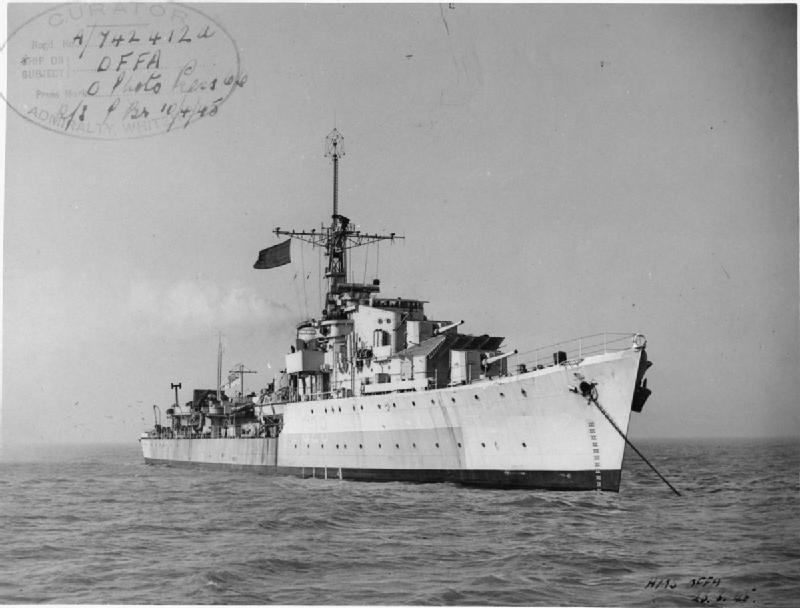
HMS Offa

Am 23. Mai 1941 wurde die Anhalt in einen Geleitzug westlich IJmuiden von drei britischen Bristol-Blenheim-Bombern der 105.Sqn/RAF angegriffen und von drei Bomben getroffen, konnte jedoch mit eigener Kraft nach Rotterdam fahren. Bei dem Angriff wurden vier Mann der Besatzung getötet und sechs verletzt.
Am 27. Dezember wurde sie bei Stadlandet/Vågsøy von den britischen Zerstörern Offa und Chiddingfold (Hunt II-Klasse) im Rahmen der Operation „Archery“ mit Artilleriefeuer angegriffen und von ihrer Besatzung auf Strand gesetzt. Sie gehörte mit ihrer Erzfracht zu einer Gruppe deutscher Schiffe, die sich zu einem Geleitzug sammelten. Der Angriff auf diese Schiffe war ein Sekundärziel bei dem Kommandoangriff auf Vågsøy. Die Anhalt war das größte dabei versenkte deutsche Schiff. Den Sicherungsschiffen gelang außerdem die Versenkung von vier kleineren Frachtern und zwei Vorpostenbooten.
Das schwerbeschädigte Schiff wurde zwar freigeschleppt, aber am 13. Mai 1942 bei einem Luftangriff im Nordfjord erneut versenkt. 61° 29′ 18″ N, 5° 1′ 1″ O Die Reste des Schiffes wurden dann abgebrochen, da eine Reparatur nicht mehr sinnvoll war.

## Die Schwesterschiffe
| Stapellauf in Dienst | Name         | Tonnage  | B.Nr. | Schicksal |
| 5.11.1921 28.02.1922 | Einfeld      | 5846 BRT | 367   | Continentale Reederei AG Hamburg, 1923 Rhederei AG von 1896: Optima, 1926 H. Stinnes AG: Uruguay, November 1926 Hapag, 1934/1936 Hamburg-Süd, Selbstversenkung am 6. März 1940 nördlich Island (gestellt von HMS Berwick) |
| 8.01.1922 .03.1922   | Wiegand      | 5869 BRT | 368   | Roland-Linie/Norddeutscher Lloyd, bis Oktober 1939 Blockadedurchbruch aus den USA, 1946 an Sowjetunion ausgeliefert: Mikhail Frunze, 1968 verschrottet                                                                    |
| .02.1923 21.03.1923  | Rapot        | 5943 BRT | 369   | Roland-Linie/Norddeutscher Lloyd, 1937 an Hamburg-Süd, in Santos umbenannt, vom 13. Januar bis 16. März 1940 Blockadedurchbruch aus Brasilien, 11. August 1944 in der Nordsee versenkt                                    |
| .05.1923 27.06.1923  | Wido         | 5933 BRT | 371   | Roland-Linie/Norddeutscher Lloyd, 27. Mai 1936 Umbenennung in Dessau (2), 17. Mai 1947 mit Gasmunition in der Nordsee versenkt                                                                                            |
| 13.04.1923 .05.1923  | Ludwigshafen | 5918 BRT | 415   | Norddeutscher Lloyd, abweichendes Ladegeschirr, 1935/1938 Hamburg-Süd: Tijuca, März 1945 durch Minentreffer schwer beschädigt, 1947 Dänemark: Marie Skou, 1956 Panama: Viva II, 1959 abgewrackt                           |